# Linia kolejowa Heiligenstadt – Schwebda
Linia kolejowa Heiligenstadt – Schwebda – dawna, jednotorowa linia kolejowa w Niemczech, w kraju związkowym Turyngia i Hesja. Biegła z Heilbad Heiligenstadt w Turyngii do stacji Schwebda w Hesji.